# Mont Wutong
 (mai 2017).
Si vous disposez d'ouvrages ou d'articles de référence ou si vous connaissez des sites web de qualité traitant du thème abordé ici, merci de compléter l'article en donnant les références utiles à sa vérifiabilité et en les liant à la section « Notes et références ».
Le mont Wutong est situé dans la province du Guangdong, en Chine, à l'est de la ville de Shenzhen. Il constitue un parc national et forestier autour des districts de Luohu, Yantian et Longgang. Au sud, il fait face au sous-district de Liantang et à Hong Kong, tandis qu'à l'ouest il surplombe la ville de Shenzhen et son grand réservoir d'eau. À l'est du sommet, le panorama donne sur le port de Yantian et sur la localité de Sha Tau Kok. Il couvre une superficie de 31,82 km2.
Le sommet principal du mont Wutong culmine à une altitude de 944 mètres. À l'ouest, au pied de la montagne, on trouve le jardin botanique de Xianhu et le célèbre temple bouddhiste de Hongfa qui comprend un ensemble de bâtiments.

## Itinéraires d'ascension

### À partir du village du mont Wutong

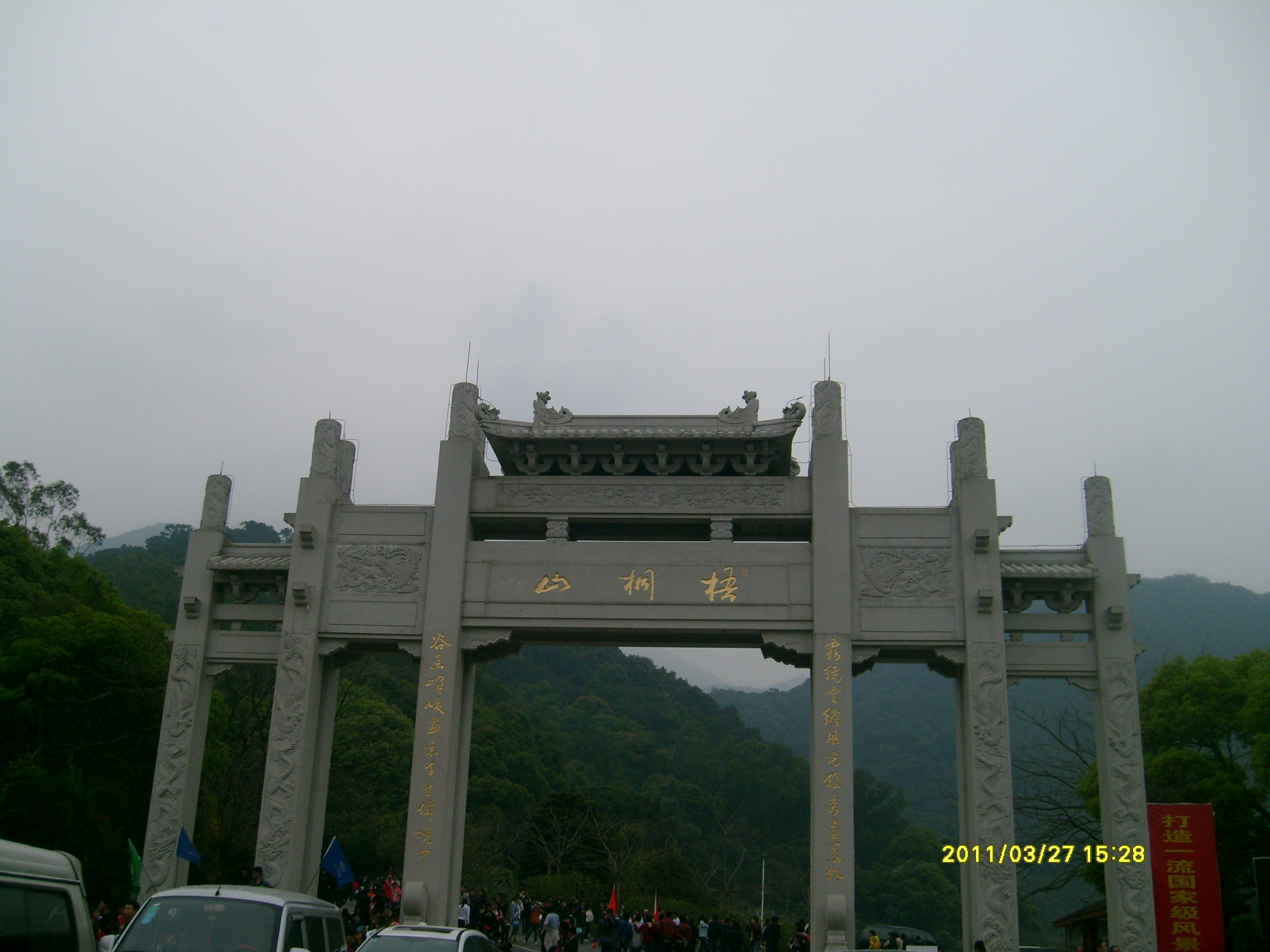
Porte d'entrée vers l'ascension du mont Wutong

L'ascension vers le mont Wutong s'effectue dès l'entrée dans le village de Dawang dans le district de Luohu à l'est de Shenzhen. Il est possible d'emprunter à pied des escaliers en pierre le long d'un paisible ruisseau ou de monter par la route sinueuse. Au moyen des transports en commun, prendre la ligne 211 jusqu'au terminus du mont Wutong ou la ligne de bus B735 jusqu'à Hengpailing, puis marcher jusqu'au col. Les lignes 1 et 2 desservent spécifiquement le mont Wutong pendant les jours fériés du pays.

### À partir de Heung Yuen Wai (Hong Kong)

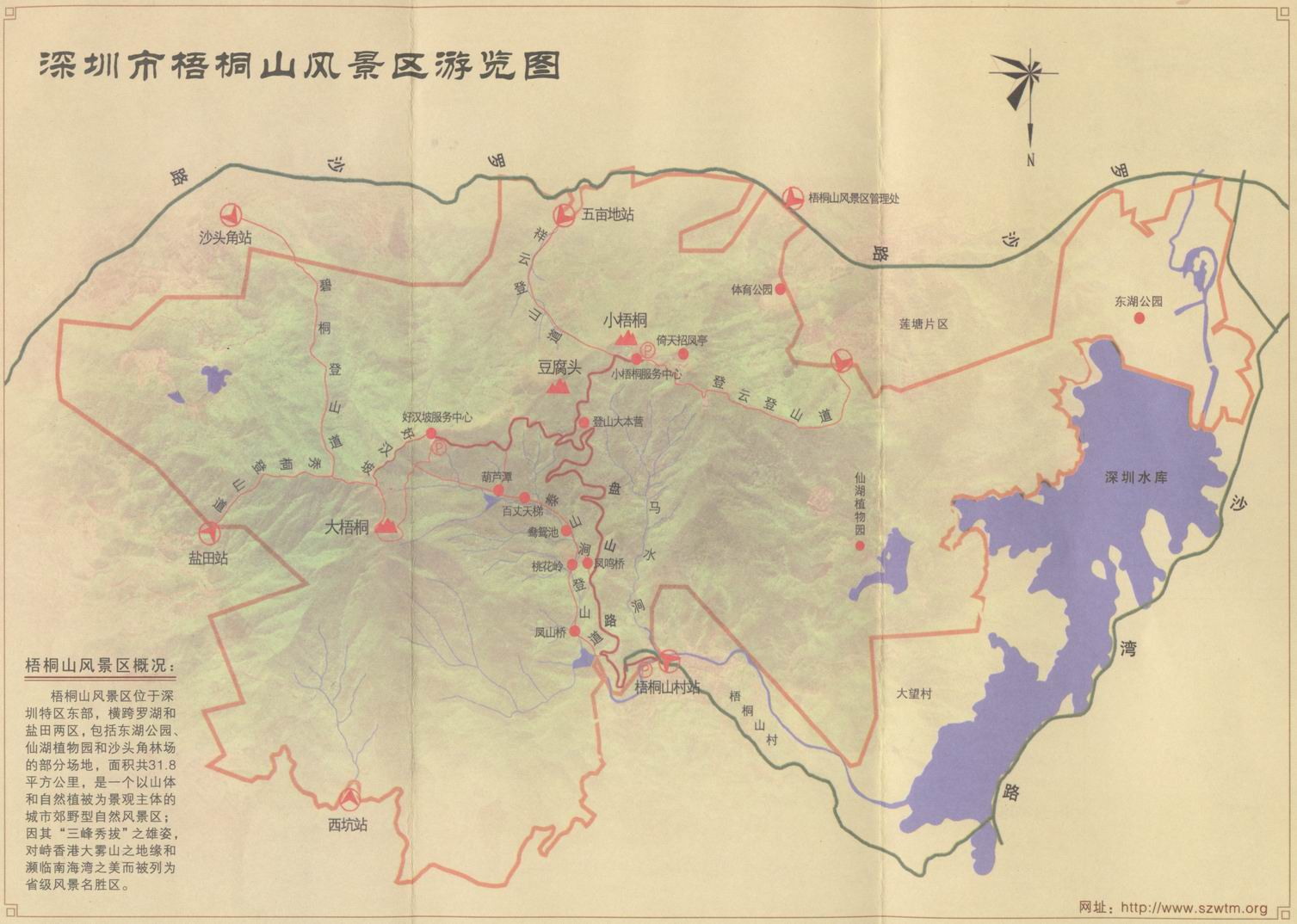
Carte de l'itinéraire de l'ascension

Pour se rendre au mont Wutong, il est également possible de passer par le sommet inférieur afin de continuer à monter vers le sommet. En train, prendre les lignes K113 ou K111. Au terminus de la gare de Liantan (Heung Yuen), passer par Pashan où se situe un carrefour à trois branches, puis tourner à droite en direction de la montagne. Cet itinéraire, plus adapté pour les randonneurs débutants, emprunte des escaliers en pierre. 